# 村上本町
村上本町（むらかみもとまち）は、かつて新潟県岩船郡にあった町。

## 地理
- 河川:三面川

## 沿革
- 1886年（明治19年）- 旧村上城下の武家屋敷地である岩船郡二ノ町、三ノ町、飯野町、新町（もと表新町、裏新町）、堀片町が合併し村上本町が成立。
- 1889年（明治22年）4月1日 - 町村制施行に伴い岩船郡村上本町が町制施行し、村上本町が発足。
- 1946年（昭和21年）6月1日 - 岩船郡村上町と合併し、村上町を新設して消滅。